# ずっと真夜中でいいのに。
ずっと真夜中でいいのに。（ずっとまよなかでいいのに、英語: ZUTOMAYO、中国語:永遠是深夜有多好｡）は、ボーカルのACAね（あかね）を中心に結成された日本の音楽バンド。通称は「ずとまよ」。略記は「ZTMY」。
ファンを指す呼称は「ずとまろ」。

## 概要
2018年6月4日、動画投稿サイトYouTubeへ「秒針を噛む」のミュージックビデオを投稿し活動を開始。同年11月14日にミニアルバム『正しい偽りからの起床』をリリースし、EMI Recordsからメジャー・デビュー。
メディア露出は文字あるいは音声のみであり、ACAねのテレビ出演、ライブ映像等でも顔を映すことはない。実際の有観客ライブでも照明等の関係により姿が見えにくくなっている。
音楽ユニットではあるがメンバーは流動的であり、名前だけのクレジットでは人物が不明な場合もある。
名前の由来については、2021年1月30日放送の音楽番組『SONGS』（NHK総合）において、ACAね自身が「何かに没頭していると、大概、夜中か朝になるじゃないですか。それで”ずっと真夜中でいいのに。”だったな、ていうところからです。」と語っている。また、デビュー前からのオリジナル楽曲「黒く塗りつぶす僕らを」の歌詞に登場するフレーズである。

## 経歴

### 活動開始からメジャーデビューまで

#### 2018年
6月4日、YouTubeへデビュー作となる「秒針を噛む」のMVをアップロード。ボカロPのぬゆりが作曲（ACAねと共作）・編曲として参加し、アニメーターのWabokuが映像を手がけた。
8月29日に代官山LOOPにて完全抽選制プレミアライブ「真夜中じゃないけど夜にするライブ」を開催。
10月12日に2作目となる「脳裏上のクラッカー」のミュージックビデオを、11月6日に3作目となる「ヒューマノイド」のミュージックビデオを公開。
11月14日にメジャーデビュー作となるミニアルバム『正しい偽りからの起床』をリリース。アルバムのチャート最高順位は、オリコンで週間8位、Billboard Japan Hot Albumsで週間3位。

### メジャーデビュー以降

#### 2019年
1月11日に初の正式ワンマンライブ「1st LIVE 〜まだ偽りでありんす。〜」を開催。チケットの即完を受けて、追加公演としてライブツアー「東名阪ツアー1st LIVE 〜まだまだ偽りでありんす。〜」の開催がアナウンスされた。
1月26日、ライブで一部を先行公開していた「眩しいDNAだけ」のミュージックビデオを公開し、配信シングルとしてリリースした。
6月5日に、12日発売のアルバムに向けて「勘冴えて悔しいわ」を先行配信リリースし、12日に2枚目のミニアルバムである『今は今で誓いは笑みで』をリリース。
7月27日にFUJI ROCK FESTIVAL’19 に出演。
8月5日、6日にZepp DiverCity Tokyoにて2日間のワンマンライブ「夏休みLIVE 〜水飲み場にて笑みの契約〜」を開催。
10月2日から11月27日の間に、初の全国ツアー「潜潜ツアー」を開催した。10月30日には初のフルアルバム、『潜潜話』をリリース。

#### 2020年
1月1日にはCOUNTDOWN JAPAN 19/20に出演、初の真夜中のライブを行う。
5月6日のYouTubeライブのエンディングにて、映画『さんかく窓の外側は夜』主題歌を担当すること、主題歌は書き下ろし新曲「暗く黒く」であることが発表された。
8月5日に3枚目のミニアルバム『朗らかな皮膚とて不服』をリリース。アルバムは、オリコン、Billboard Japan Hot Albumsでともに週間2位にランクイン。
8月6日にずっと真夜中でいいのに。「オンラインライブ NIWA TO NIRA（有料）」を開催。
11月7日にJAPAN ONLINE FESTIVAL 2020に出演。
11月28日、29日には、「やきやきヤンキーツアー（炙りと燻製編）」の東京公演が東京ガーデンシアターで開催された。なお、横浜、大阪公演は新型コロナウイルス感染症予防のため開催中止となった。
12月17日に、映画『約束のネバーランド』の主題歌である「正しくなれない」の配信リリースとMVを公開。

#### 2021年
1月12日に、ACAねが初のラジオ出演としてオールナイトニッポンに出演。
1月30日には、テレビ初出演としてNHK『SONGS』（第563回）に出演した。
1月31日に「やきやきヤンキーツアー（炙りと燻製編）@東京ガーデンシアター」の公演配信を行った。なお、映像は11月29日の公演のものである。
2月10日に2ndフルアルバム『ぐされ』をリリースした。6月16日には同アルバムのアナログレコード盤がリリースされた。
YouTubeのTHE FIRST TAKEで「秒針を噛む」が2月12日に、「正しくなれない」が2月24日にそれぞれ公開された。
3月30日にYouTubeチャンネル登録者100万人記念で制作された「勘冴えて悔しいわ」のミュージックビデオを公開。
5月15日、16日に「CLEANING LABO『温れ落ち度』」を幕張メッセイベントホールにて開催、2日間で4公演行われた。当ライブは2020年5月に行われる予定であった、CLEANING LIVE「定期連絡の業務」の再再延期公演である。
5月31日には、映画『キャラクター』の主題歌である「Character」（ACAね× Rin音　Prod by Yaffle）のダウンロード/ストリーミング配信開始。
6月2日には『PSO2 ニュージェネシス』とのコラボが発表。同時に新プロジェクト「NO BORDER.」が発表され、コラボ楽曲「あいつら全員同窓会」が制作されたことが公表された。6月18日に「あいつら全員同窓会」のダウンロード/ストリーミング配信開始。
6月20日に、2020年11月29日に行われた「やきやきヤンキーツアー（炙りと燻製編）」が、6月27日 には5月16日に行われた CLEANING LABO「温れ落ち度」がWOWOWでそれぞれ放映された。
7月27日に公式サイトが一新。8月17日には、ずっと真夜中でいいのに。初となるファンクラブ「ZUTOMAYO PREMIUM」が旗揚げされた
。
9月29日に『LIVE Blu-ray CLEANING LABO「温れ落ち度」』を発売。また、9月3日には「秒針を噛む」の再生回数が1億回を突破。
11月3日の埼玉県和光市を初公演に新ツアー「果羅火羅武〜TOUR」が開幕した。
11月27日にindeedとのコラボとして、新曲「猫リセット」の屋外広告が新宿アルタビジョンにて楽曲の初公開、渋谷のデジタル広告でも11月29日から1週間放映された。12月2日にMVが公開された。
12月4日には「MTV伝統のアコースティックライブ『MTV Unplugged』」に出演し、放送された。続く12月18日には「MTV VMAJ 2021 -THE LIVE-」に出演・放送し、「暗く黒く」「猫リセット」を披露した。
12月31日には「COUNTDOWN JAPAN 21/22」にEARTHSTAGEで出演した。

#### 2022年
2月9日に「果羅火羅武〜TOUR」のファイナル名古屋公演を終えると、2月10日に新曲「袖のキルト」を発表。2月16日にミニアルバム「伸び仕草懲りて暇乞い」をリリースした。
3月18日に大阪、3月20日に東京で会員限定ライブ「ZUTOMAYO PLUGLESS at ビルボードライブ」を開催した。
4月7日には新曲「ミラーチューン」を発表。
4月16日と17日には「ZUTOMAYO FACTORY（鷹は飢えても踊り忘れず）」をさいたまスーパーアリーナで開催し、同時にハナマルキやBODY SONG.とのコラボアイテムを販売。
8月12日にはRISING SUN ROCK FESTIVAL 2022 in EZOに出演。
8月18日には同年4月に開催したZUTOMAYO FACTRYの映画館上映会である「ずっと真夜中でいいのに。大音響鷹踊ライブ上映会」を全国20か所で開催した（上映は2日目のものを使用）。
9月8日にはアニメ映画『雨を告げる漂流団地』の主題歌である「消えてしまいそうです」を、15日には同映画の挿入歌である「夏枯れ」を発表した。
9月30日の横須賀公演を皮切りに、「GAMECENTER TOUR テクノプア」が始まった。同時に一般からイラストを募集してカードを作ったカードゲーム「ZUTOMAYO CARD」を発売した。
10月19日にはテレビアニメ『チェンソーマン』のエンディング曲「残機」を発表し、続く12月15日には「綺羅キラー (feat. Mori Calliope) 」を発表した。

#### 2023年
1月14日、15日に国立代々木競技場第一体育館で「ROAD GAME TECHNO POOR 叢雲のつるぎ」を開催した。
3月4日には『What is ZUTOMAYO?-ずっと真夜中でいいのに。とは何なのか？-』をABEMAで無料放送を行った。
3月11日にはABEMAで「叢雲のつるぎ_解」と題して同ライブの有料配信を行った。
4月20日に「活動5年プレミアム『元素どろ団子TOUR』」をスタートさせた。5月11日には自身の活動5年を記念して、特設サイトを開設。
マルイとのコラボとして、6月2日の渋谷モディを皮切りに、自身として初となるポップアップストアを全国でオープン。また、コラボの一環として「エポスクレジットカード (VISA) 」を発行。
5月15日には新曲「不法侵入」のMVを公開した。
6月4日には「花一匁」のMVを公開。また同日活動5年を記念したイベントの一環として、「活動5年記念日。生配信LIVE。」をYouTube Liveにて生配信。更に7日には3rdフルアルバム『沈香学』をリリースした。
8月19日にサマーソニックに出演。
8月20日「馴れ合いサーブ」のLyric Videoを公開。
8月27日に SPACE SHOWER SWEET LOVE SHOWERに出演。
9月21日、全国ツアー「原始5年巡回公演　喫茶・愛のペガサス」をスタート。
11月30日、「【スパイシーズ】恋のダビング-実録！幻の五香粉を求めて-」を開催。
12月16日よりUNIVERSAL MUSIC STORE HARAJUKUにて、ポップアップストアを開店。
12月20日、「原始5年巡回公演　喫茶・愛のペガサス」の東京公演が18日、19日、21日、22日で行われたが、その中間日の20日に有料会員限定のコミュニティイベント【ZUTOMAYO DAY OFF】を開催。
12月31日、「COUNTDOWN JAPAN 23/24」に出演。

#### 2024年
1月15日、渋谷駅（A8出口付近）にて、「本格中華喫茶・愛のペガサス ～羅武の香辛龍～」の広告を放映開始（21日まで）。
1月20日、「FUKUOKA MUSIC FES.2024」に出演。
2月25日、「浮現祭 Emerge Fest 2024」に出演。海外フェスへの出演はこれが初となる。
2月27日、「ZUTOMAYO INTENSE IN TAIPEI」を開催。海外での初のワンマンライブとなる。
3月20日、「ZUTOMAYO INTENSE IN SHANGHAI」を開催。
3月23日、「Bubbling & Boiling Music&Arts Festival」に出演。
4月27日よりマルイシティ横浜にて後述する公演に先駆けてポップアップストアを開店。
5月4日‐5月5日には、Kアリーナ横浜にて「本格中華喫茶・愛のペガサス ～羅武の香辛龍～」を開催。
5月23日、「噓じゃない」のMVを公開。
6月6日、「Blues in the Closet」のMVを公開。
8月29日、「海馬成長痛」のMVを公開。
9月18日には、5月に行った「本格中華喫茶・愛のペガサス ～羅武の香辛龍～」の映画館上映会である、「ずっと真夜中でいいのに。大音響羅武ペガライブ上映会」を全国30箇所の劇場にて上映。
10月4日には、TVアニメ『ダンダダン』のエンディング曲である「TAIDADA」が配信され、アニメED映像が公開された。
10月5日、全国ツアー「やきやきヤンキーツアー２～スナネコ建設の磨き仕上げ～」をスタート。
10月23日には、5thミニアルバム『虚仮の一念海馬に託す』をリリースし、24日には収録曲である「クズリ念」のMVを公開した。
12月5日には、「TAIDADA」のMVを『ダンダダン』アニメEDの公式MADという形で公開した。
12月31日、「COUNTDOWN JAPAN 24/25」に出演。

#### 2025年
1月21日、同日より放送開始のフジテレビ系列ドラマ『アイシー〜瞬間記憶捜査・柊班〜』の主題歌として書き下ろした、新曲「シェードの埃は延長」をリリース。ゴールデンタイムでの地上波ドラマ主題歌書き下ろしは自身初。
1月23日には、新曲「微熱魔」がTVアニメ『阿波連さんははかれない season2』のOP主題歌となることが決定した。
2月28日、「シェードの埃は延長」のMVを公開。
3月27日には、新曲「クリームで会いにいけますか」がNHKの新番組『週刊情報チャージ! チルシル』のテーマソングとなることが決定した。
4月18日、「微熱魔」のMVが公開された。
5月22日、「クリームで会いにいけますか」のMVが公開された。
6月12日、「形」のMVが公開された。

## メンバー

### 正式メンバー
ACAね（あかね）
年齢、出身地、素顔などは非公開。作詞作曲ボーカル・ギター担当。扇風琴（エレクトリックファンハープ）やヴィブラフォンなどを担当することもある。バンドのフロントマンであるが、素顔はライブ等でしか見ることができない。「ずっと真夜中でいいのに。」としての活動前は別名義で路上ライブを行っていたことがある。

### バンドメンバー
レコーディング等の楽曲制作およびライブでの参加メンバー。「特定の形を持たないバンド」であるため、固定メンバーは存在せず流動的な構成となっている。
現在参加している主なメンバー
キーボード, ピアノ / 村山☆潤、岸田勇気ほか
ドラムス / 河村吉宏、神谷洵平、伊吹文裕ほか
ベース / 二家本亮介、安達貴史、露崎義邦ほか
ギター / 佐々木"コジロー"貴之、菰口雄矢ほか
トランペット / 吉澤達彦、具志堅創、真砂陽地ほか
トロンボーン / 半田信英ほか
ストリングス / 真部裕ストリングス、吉田宇宙ストリングスほか
オープンリール / 吉田悠、吉田匡
TVドラムス, エレクトリックファンハープ / 和田永
パーカッション / イカロスカミヤほか

## ディスコグラフィ

### 配信限定シングル
Billboard Japan最高位及びRIAJ認定の出典は、表頭の出典に記載のあるものは表内に示さず、記載のないもののみ表内の各セルに別途明記した。
|                      | 配信日 | 配信日   | タイトル                             | 規格                   | Billboard Japan最高位 | Billboard Japan最高位 | Billboard Japan最高位 | RIAJ認定 | RIAJ認定 | 初出アルバム         | 収録オリジナルアルバム |
| 年                   | 月日   | Hot 100  | タイトル                             | 規格                   | DL                    | ST                    | DL                    | ST       |          | 初出アルバム         | 収録オリジナルアルバム |
| -------------------- | ------ | -------- | ------------------------------------ | ---------------------- | --------------------- | --------------------- | --------------------- | -------- | -------- | -------------------- | ---------------------- |
| 1st                  | 2018年 | 08月30日 | 秒針を噛む                           | デジタル・ダウンロード | 42位                  | 87位                  | 55位                  | -        | プラチナ | 正しい偽りからの起床 | 潜潜話                 |
| 2nd                  | 2018年 | 10月24日 | 脳裏上のクラッカー                   | デジタル・ダウンロード | -                     | 66位                  | -                     | -        | ゴールド | 正しい偽りからの起床 | 潜潜話                 |
| 3rd                  | 2018年 | 11月07日 | ヒューマノイド                       | デジタル・ダウンロード | -                     | -                     | 86位                  | -        | -        | 正しい偽りからの起床 | 潜潜話                 |
| 4th                  | 2019年 | 02月27日 | 眩しいDNAだけ                        | デジタル・ダウンロード | 97位                  | 37位                  | -                     | -        | -        | 今は今で誓いは笑みで | 潜潜話                 |
| 5th                  | 2019年 | 05月22日 | 正義                                 | デジタル・ダウンロード | -                     | 35位                  | -                     | -        | -        | 今は今で誓いは笑みで | 潜潜話                 |
| 先行                 | 2019年 | 06月05日 | 勘冴えて悔しいわ                     | デジタル・ダウンロード | 97位                  | 47位                  | 41位                  | -        | ゴールド | 今は今で誓いは笑みで | 潜潜話                 |
| 6th                  | 2019年 | 10月02日 | 蹴っ飛ばした毛布                     | デジタル・ダウンロード | -                     | 89位                  | -                     | -        | -        | 潜潜話               | 潜潜話                 |
| 先行                 | 2019年 | 10月09日 | こんなこと騒動                       | デジタル・ダウンロード | -                     | 83位                  | -                     | -        | -        | 潜潜話               | 潜潜話                 |
| 先行                 | 2019年 | 10月18日 | ハゼ馳せる果てるまで                 | デジタル・ダウンロード | 100位                 | 86位                  | 70位                  | -        | -        | 潜潜話               | 潜潜話                 |
| 7th                  | 2020年 | 05月15日 | お勉強しといてよ                     | デジタル・ダウンロード | 20位                  | 15位                  | 25位                  | -        | ゴールド | 朗らかな皮膚とて不服 | ぐされ                 |
| 先行                 | 2020年 | 07月13日 | MILABO                               | デジタル・ダウンロード | 31位                  | 34位                  | 50位                  | -        | -        | 朗らかな皮膚とて不服 | ぐされ                 |
| 先行                 | 2020年 | 07月23日 | 低血ボルト                           | デジタル・ダウンロード | -                     | 64位                  | 76位                  | -        | -        | 朗らかな皮膚とて不服 | ぐされ                 |
| 8th                  | 2020年 | 11月03日 | 暗く黒く                             | デジタル・ダウンロード | 49位                  | 27位                  | -                     | -        | -        | ぐされ               | ぐされ                 |
| 9th                  | 2020年 | 11月27日 | 勘ぐれい                             | デジタル・ダウンロード | 50位                  | 52位                  | 100位                 | -        | -        | ぐされ               | ぐされ                 |
| 10th                 | 2020年 | 12月17日 | 正しくなれない                       | デジタル・ダウンロード | 22位                  | 4位                   | 21位                  | -        | プラチナ | ぐされ               | ぐされ                 |
| 先行                 | 2021年 | 01月23日 | 過眠                                 | デジタル・ダウンロード | -                     | -                     | -                     | -        | -        | ぐされ               | ぐされ                 |
| 11th                 | 2021年 | 06月18日 | あいつら全員同窓会                   | デジタル・ダウンロード | 16位                  | 6位                   | 16位                  | -        | プラチナ | 伸び仕草懲りて暇乞い | 沈香学                 |
| 12th                 | 2021年 | 07月04日 | ばかじゃないのに                     | デジタル・ダウンロード | 45位                  | 15位                  | 78位                  | -        | -        | 伸び仕草懲りて暇乞い | 沈香学                 |
| 13th                 | 2021年 | 12月02日 | 猫リセット                           | デジタル・ダウンロード | 95位                  | 21位                  | -                     | -        | -        | 伸び仕草懲りて暇乞い | 沈香学                 |
| 先行                 | 2022年 | 02月10日 | 袖のキルト                           | デジタル・ダウンロード | 50位                  | 28位                  | 73位                  | -        | -        | 伸び仕草懲りて暇乞い | 沈香学                 |
| 14th                 | 2022年 | 04月07日 | ミラーチューン                       | デジタル・ダウンロード | 43位                  | 11位                  | 73位                  | -        | -        | 沈香学               | 沈香学                 |
| 15th                 | 2022年 | 09月08日 | 消えてしまいそうです                 | デジタル・ダウンロード | 65位                  | 32位                  | -                     | -        | -        | 沈香学               | 沈香学                 |
| 16th                 | 2022年 | 09月15日 | 夏枯れ                               | デジタル・ダウンロード | -                     | 50位                  | -                     | -        | -        | 沈香学               | 沈香学                 |
| 17th                 | 2022年 | 10月19日 | 残機                                 | デジタル・ダウンロード | 14位                  | 4位                   | 12位                  | -        | プラチナ | 沈香学               | 沈香学                 |
| 18th                 | 2022年 | 12月15日 | 綺羅キラー (feat. Mori Calliope)     | デジタル・ダウンロード | 32位                  | 12位                  | 38位                  | -        | ゴールド | 沈香学               | 沈香学                 |
| 19th                 | 2023年 | 05月15日 | 不法侵入                             | デジタル・ダウンロード | 90位                  | 29位                  | -                     | -        | -        | 沈香学               | 沈香学                 |
| 先行                 | 2023年 | 06月04日 | 花一匁                               | デジタル・ダウンロード | 70位                  | 38位                  | 87位                  | -        | -        | 沈香学               | 沈香学                 |
| 20th                 | 2024年 | 05月23日 | 嘘じゃない                           | デジタル・ダウンロード | 75位                  | 10位                  | 77位                  | -        | -        | 虚仮の一念海馬に託す | 未収録                 |
| 21st                 | 2024年 | 06月06日 | Blues in the Closet                  | デジタル・ダウンロード | -                     | 34位                  | -                     | -        | -        | 虚仮の一念海馬に託す | 未収録                 |
| 22nd                 | 2024年 | 08月29日 | 海馬成長痛                           | デジタル・ダウンロード | -                     | 20位                  | -                     | -        | -        | 虚仮の一念海馬に託す | 未収録                 |
| 先行                 | 2024年 | 10月04日 | TAIDADA                              | デジタル・ダウンロード | 42位                  | 11位                  | 43位                  | -        | -        | 虚仮の一念海馬に託す | 未収録                 |
| 23rd                 | 2024年 | 10月23日 | クズリ念                             | デジタル・ダウンロード | -                     | 85位                  | -                     | -        | -        | 虚仮の一念海馬に託す | 未収録                 |
| 24th                 | 2025年 | 01月21日 | シェードの埃は延長                   | デジタル・ダウンロード | -                     | 24位                  | -                     | -        | -        | 未収録               | 未収録                 |
| 25th                 | 2025年 | 04月18日 | 微熱魔                               | デジタル・ダウンロード | -                     | 24位                  | -                     | -        | -        | 未収録               | 未収録                 |
| 26th                 | 2025年 | 05月22日 | クリームで会いにいけますか           | デジタル・ダウンロード | 86位                  | 29位                  | -                     | -        | -        | 未収録               | 未収録                 |
| 27th                 | 2025年 | 06月12日 | 形                                   | デジタル・ダウンロード | 66位                  | 15位                  | -                     | -        | -        | 未収録               | 未収録                 |
| THE FIRST TAKE MUSIC |        |          |                                      |                        |                       |                       |                       |          |          |                      |                        |
| -                    | 2021年 | 03月05日 | 秒針を噛む - From THE FIRST TAKE     | デジタル・ダウンロード | -                     | -                     | -                     | -        | -        | 未収録               | 未収録                 |
| -                    | 2021年 | 03月17日 | 正しくなれない - From THE FIRST TAKE | デジタル・ダウンロード | -                     | -                     | -                     | -        | -        | 未収録               | 未収録                 |

### アルバム

#### フルアルバム
|     | 発売日         | タイトル | 規格 | 規格品番                                                                                | 最高位 |
| --- | -------------- | -------- | ---- | --------------------------------------------------------------------------------------- | ------ |
| 1st | 2019年10月30日 | 潜潜話   | CD   | UPCH-20532（通常盤） UPCH-29344（初回限定盤α） UPCH-29345（初回限定盤β）                | 5位    |
| 2nd | 2021年2月10日  | ぐされ   | CD   | UPCH-20570（通常盤） UPCH-29382（初回限定LIVE盤） UPCH-29381（"強"初回限定DELUXE盤）    | 2位    |
| 3rd | 2023年6月7日   | 沈香学   | CD   | UPCH-20651（通常盤） UPCH-29456（初回限定LIVE DVD盤） UPCH-29455（初回限定DELUXE BD盤） | 4位    |

#### ミニアルバム
|     | 発売日         | タイトル             | 規格 | 規格品番                                          | 最高位 |
| --- | -------------- | -------------------- | ---- | ------------------------------------------------- | ------ |
| 1st | 2018年11月14日 | 正しい偽りからの起床 | CD   | UPCH-29308（初回生産限定盤） UPCH-20497（通常盤） | 8位    |
| 2nd | 2019年6月12日  | 今は今で誓いは笑みで | CD   | UPCH-29330（初回生産限定盤） UPCH-20516（通常盤） | 1位    |
| 3rd | 2020年8月5日   | 朗らかな皮膚とて不服 | CD   | UPCH-29366（初回生産限定盤） UPCH-20552（通常盤） | 2位    |
| 4th | 2022年2月16日  | 伸び仕草懲りて暇乞い | CD   | UPCH-29422（初回生産限定盤） UPCH-20613（通常盤） | 1位    |
| 5th | 2024年10月23日 | 虚仮の一念海馬に託す | CD   | UPCH-29480（初回生産限定盤） UPCH-20685（通常盤） | 3位    |

### アナログ盤
|     | 発売日        | タイトル             | 規格 | 規格品番                                       | 最高位 |
| --- | ------------- | -------------------- | ---- | ---------------------------------------------- | ------ |
| 1st | 2021年6月16日 | ぐされ               | LP   | UPJH-20028/9（受注生産限定アナログレコード盤） | -      |
| 2nd | 2022年8月24日 | 消えてしまいそうです | LP   | UPJH-20030（2000枚限定盤）                     | -      |

### 映像作品
|     | 発売日        | タイトル                                    | 規格    | 規格品番                                            | 最高位 |
| --- | ------------- | ------------------------------------------- | ------- | --------------------------------------------------- | ------ |
| 1st | 2021年9月29日 | CLEANING LABO「温れ落ち度」                 | Blu-ray | UPXH-20106（通常盤） UPXH-29051/2（初回生産限定盤） | 4位    |
| 2nd | 2022年8月24日 | ZUTOMAYO FACTORY「鷹は飢えても踊り忘れず」  | Blu-ray | UPXH-20115（通常盤） UPXH-29056/7（初回生産限定盤） | 1位    |
| 3rd | 2024年9月25日 | 本格中華喫茶・愛のペガサス ～羅武の香辛龍～ | Blu-ray | UPXH-20141（通常盤） UPXH-29067（初回生産限定盤）   | 2位    |

### 参加作品
| 発売日        | タイトル                                               | アーティスト                                   | 規格                   | 備考                                 |
| ------------- | ------------------------------------------------------ | ---------------------------------------------- | ---------------------- | ------------------------------------ |
| 2021年5月31日 | Character                                              | ACAね (ずっと真夜中でいいのに。)×Rin音、Yaffle | デジタル・ダウンロード | 映画『キャラクター』主題歌。         |
| 2022年12月7日 | 青く青く光る feat.ACAね(ずっと真夜中でいいのに。)      | ぬゆり                                         | デジタル・ダウンロード | Lanndo 1stアルバム『ULTRAPANIC』収録 |
| 2023年8月23日 | フロントメモリー feat. ACAね(ずっと真夜中でいいのに。) | 神聖かまってちゃん                             | デジタル・ダウンロード |                                      |

## ミュージックビデオ
| 公開日 | 公開日   | タイトル                         | リンク      | 監督         |
| 年     | 月日     | タイトル                         | リンク      | 監督         |
| ------ | -------- | -------------------------------- | ----------- | ------------ |
| 2018年 | 6月4日   | 秒針を噛む                       | [ 動画 1 ]  | Waboku       |
| 2018年 | 10月2日  | 脳裏上のクラッカー               | [ 動画 2 ]  | Waboku       |
| 2018年 | 11月6日  | ヒューマノイド                   | [ 動画 3 ]  | sakiyama     |
| 2019年 | 2月4日   | 眩しいDNAだけ                    | [ 動画 4 ]  | sakiyama     |
| 2019年 | 5月8日   | 正義                             | [ 動画 5 ]  | 革蝉         |
| 2019年 | 9月26日  | 蹴っ飛ばした毛布                 | [ 動画 6 ]  | 革蝉         |
| 2019年 | 10月8日  | こんなこと騒動                   | [ 動画 7 ]  | sakiyama     |
| 2019年 | 10月18日 | ハゼ馳せる果てるまで             | [ 動画 8 ]  | Waboku       |
| 2019年 | 10月29日 | Dear. Mr「F」                    | [ 動画 9 ]  | すとレ       |
| 2020年 | 5月14日  | お勉強しといてよ                 | [ 動画 10 ] | はなぶし     |
| 2020年 | 7月13日  | MILABO                           | [ 動画 11 ] | Waboku       |
| 2020年 | 7月23日  | 低血ボルト                       | [ 動画 12 ] | 革蝉         |
| 2020年 | 8月11日  | Ham                              | [ 動画 13 ] | ゴル         |
| 2020年 | 12月1日  | 勘ぐれい                         | [ 動画 14 ] | こむぎこ2000 |
| 2020年 | 12月15日 | 正しくなれない                   | [ 動画 15 ] | 安田現象     |
| 2021年 | 1月20日  | 暗く黒く                         | [ 動画 16 ] | はなぶし     |
| 2021年 | 2月10日  | 胸の煙                           | [ 動画 17 ] | しの         |
| 2021年 | 3月30日  | 勘冴えて悔しいわ                 | [ 動画 18 ] | sakiyama     |
| 2021年 | 6月18日  | あいつら全員同窓会               | [ 動画 19 ] | えいりな刃物 |
| 2021年 | 7月4日   | ばかじゃないのに                 | [ 動画 20 ] | TV♡CHANY     |
| 2021年 | 12月2日  | 猫リセット                       | [ 動画 21 ] | YP           |
| 2022年 | 2月16日  | 袖のキルト                       | [ 動画 22 ] | G子          |
| 2022年 | 4月7日   | ミラーチューン                   | [ 動画 23 ] | TV♡CHANY     |
| 2022年 | 9月8日   | 消えてしまいそうです             | [ 動画 24 ] | 石田祐康     |
| 2022年 | 9月15日  | 夏枯れ                           | [ 動画 25 ] | 三皷梨菜     |
| 2022年 | 10月20日 | 残機                             | [ 動画 26 ] | TV♡CHANY     |
| 2022年 | 12月15日 | 綺羅キラー (feat. Mori Calliope) | [ 動画 27 ] | こむぎこ2000 |
| 2023年 | 5月15日  | 不法侵入                         | [ 動画 28 ] | ゴル         |
| 2023年 | 6月4日   | 花一匁                           | [ 動画 29 ] | 革蝉         |
| 2023年 | 8月20日  | 馴れ合いサーブ                   | [ 動画 30 ] | notai        |
| 2024年 | 5月23日  | 嘘じゃない                       | [ 動画 31 ] | はなぶし     |
| 2024年 | 6月6日   | Blues in the Closet              | [ 動画 32 ] | ゴル         |
| 2024年 | 8月29日  | 海馬成長痛                       | [ 動画 33 ] | TV♡CHANY     |
| 2024年 | 10月23日 | クズリ念                         | [ 動画 34 ] | Waboku       |
| 2024年 | 12月5日  | TAIDADA                          | [ 動画 35 ] | ゴル         |
| 2025年 | 2月28日  | シェードの埃は延長               | [ 動画 36 ] | 革蝉         |
| 2025年 | 4月18日  | 微熱魔                           | [ 動画 37 ] | ゴル         |
| 2025年 | 5月22日  | クリームで会いにいけますか       | [ 動画 38 ] | TV♡CHANY     |
| 2025年 | 6月12日  | 形                               | [ 動画 39 ] | のをか       |

### ミュージックビデオに登場するキャラクター
にらちゃん / ニラちゃん
「低血ボルト」を除いた全てのミュージックビデオに登場する女性主人公。
うにぐりくん
すべてのミュージックビデオに登場するオスのハリネズミのキャラクター。
しょうがストリングス
一部のミュージックビデオに登場するACAねの飼い猫。愛称はしょがスト。

## タイアップ
| 起用年 | 楽曲                             | タイアップ先                                                                          | 収録アルバム         |
| ------ | -------------------------------- | ------------------------------------------------------------------------------------- | -------------------- |
| 2020年 | 勘ぐれい                         | 不可逆性SNSミステリー『Project:;Cold』主題歌                                          | ぐされ               |
| 2020年 | 正しくなれない                   | 映画『約束のネバーランド』主題歌                                                      | ぐされ               |
| 2021年 | 暗く黒く                         | 映画『さんかく窓の外側は夜』主題歌                                                    | ぐされ               |
| 2021年 | 過眠                             | 映画『さんかく窓の外側は夜』オープニング主題歌                                        | ぐされ               |
| 2021年 | あいつら全員同窓会               | オンラインRPG『PSO2 ニュージェネシス』コラボ楽曲                                      | 沈香学               |
| 2021年 | あいつら全員同窓会               | Spotifyブランド/プレミアムTVCMソング                                                  | 沈香学               |
| 2021年 | ばかじゃないのに                 | アニメ制作会社 MAPPA 設立10周年記念アニバーサリームービー コラボ楽曲                  | 沈香学               |
| 2021年 | 猫リセット                       | Indeed MVコラボレーション企画「真夜中の仕事でいいのに。」                             | 沈香学               |
| 2022年 | 袖のキルト                       | Amazon Original映画『HOMESTAY (ホームステイ)』主題歌                                  | 沈香学               |
| 2022年 | 消えてしまいそうです             | アニメ映画『雨を告げる漂流団地』主題歌                                                | 沈香学               |
| 2022年 | 夏枯れ                           | アニメ映画『雨を告げる漂流団地』挿入歌                                                | 沈香学               |
| 2022年 | 残機                             | テレビアニメ『チェンソーマン』第二話エンディングテーマ                                | 沈香学               |
| 2022年 | 綺羅キラー (feat. Mori Calliope) | Spotifyブランド/プレミアムTVCMソング                                                  | 沈香学               |
| 2023年 | 不法侵入                         | ABEMA恋愛リアリティ番組『今日、好きになりました。』主題歌                             | 沈香学               |
| 2023年 | 花一匁                           | YoutubePremium「サブスクは、Youtubeでまとめちゃえ！」「楽しいキモチも、とまらない。」 | 沈香学               |
| 2024年 | 低血ボルト                       | Huluオリジナルドラマ「十角館の殺人」テーマ曲                                          | 朗らかな皮膚とて不服 |
| 2024年 | 嘘じゃない                       | アニメーション映画『好きでも嫌いなあまのじゃく』主題歌                                | 虚仮の一念海馬に託す |
| 2024年 | Blues in the Closet              | アニメーション映画『好きでも嫌いなあまのじゃく』挿入歌                                | 虚仮の一念海馬に託す |
| 2024年 | TAIDADA                          | TVアニメ『ダンダダン』エンディング                                                    | 虚仮の一念海馬に託す |
| 2025年 | シェードの埃は延長               | フジテレビ系ドラマ『アイシー〜瞬間記憶捜査・柊班〜』主題歌                            | 未収録               |
| 2025年 | クリームで会いにいけますか       | ニュース番組『週刊情報チャージ！チルシル』テーマソング                                | 未収録               |
| 2025年 | クリームで会いにいけますか       | 音楽番組『みんなのうた ひろがれ！いろとりどり』5月放送曲                              | 未収録               |
| 2025年 | 微熱魔                           | テレビアニメ『阿波連さんははかれない season2』オープニングテーマ                      | 未収録               |
| 2025年 | 形                               | 映画『ドールハウス』主題歌                                                            | 未収録               |

## ライブ

### ライブ・ツアー

#### ライブの演出
ライブの応援グッズとして「FIGHT THE SHAMOJI（通称：しゃもじ）」が使われる。振ったり拍手の代わりに使ったりするほか、しゃもじ演奏隊と称し、観客が曲に参加する演出が行われる。

### フェス
| 年   | 出演日   | 公演名                                   | 会場                                               | 備考                                                                          |
| ---- | -------- | ---------------------------------------- | -------------------------------------------------- | ----------------------------------------------------------------------------- |
| 2019 | 7月27日  | FUJI ROCK FESTIVAL '19                   | 新潟県湯沢町 苗場スキー場                          | RED MARQUEE出演 4月4日の名古屋公演にて発表され、翌日に情報が解禁された。      |
| 2019 | 12月31日 | COUNTDOWN JAPAN 19/20                    | 幕張メッセ                                         | GALAXY STAGE出演                                                              |
| 2020 | 11月7日  | JAPAN ONLINE FESTIVAL 2020               | オンライン上                                       | 新型コロナウイルス（COVID-19）感染拡大によるオンラインフェスへの出演          |
| 2020 | 12月31日 | COUNTDOWN JAPAN 20/21                    | 幕張メッセ                                         | 新型コロナウイルス感染拡大により開催中止。                                    |
| 2021 | 8月27日  | SPACE SHOWER SWEET LOVE SHOWER 2021      | 山梨県 山中湖交流プラザ きらら                     | 新型コロナウイルス感染拡大により開催中止。                                    |
| 2021 | 12月31日 | COUNTDOWN JAPAN 21/22                    | 幕張メッセ                                         | EARTH STAGE出演                                                               |
| 2022 | 7月23日  | OSAKA GIGANTIC MUSIC FESTIVAL 2022       | 舞洲スポーツアイランド                             | SUN STAGE出演                                                                 |
| 2022 | 7月31日  | FUJI ROCK FESTIVAL '22                   | 新潟県湯沢町 苗場スキー場                          | WHITE STAGE出演                                                               |
| 2022 | 8月12日  | RISING SUN ROCK FESTIVAL 2022 in EZO     | 北海道石狩市 石狩湾新港樽川埠頭横 野外特設ステージ | EARTH STAGE出演                                                               |
| 2023 | 8月18日  | SONIC MANIA '23                          | 幕張メッセ                                         | SONIC STAGE出演 SUMMER SONICの前日からオールナイトで開催                      |
| 2023 | 8月20日  | SUMMER SONIC 2023 OSAKA                  | 舞洲SONIC PARK（舞洲スポーツアイランド）           | SONIC STAGE出演                                                               |
| 2023 | 8月27日  | SPACE SHOWER SWEET LOVE SHOWER 2023      | 山梨県 山中湖交流プラザ きらら                     | Mt. Fuji STAGE出演                                                            |
| 2023 | 12月31日 | COUNTDOWN JAPAN 23/24                    | 幕張メッセ                                         | EARTH STAGE出演                                                               |
| 2024 | 1月20日  | FUKUOKA MUSIC FES. 2024                  | 福岡Pay Payドーム                                  | LEFT STAGE出演                                                                |
| 2024 | 2月25日  | 浮現祭 Emerge fest 2024                  | 台湾 台中清水鰲峰山運動公園                        | 浮現舞台(EMERGE STAGE)出演 ずっと真夜中でいいのに。初の海外公演、初の台湾公演 |
| 2024 | 3月23日  | Bubbling & Boiling Music & Arts Festival | 中国 南宁市五象综合保税区综合用地                  | Bubbling Stage出演                                                            |
| 2024 | 7月20日  | OSAKA GIGANTIC MUSIC FESTIVAL 2024       | 舞洲スポーツアイランド                             | SUN & COAST STAGE出演                                                         |
| 2024 | 7月28日  | FUJI ROCK FESTIVAL '24                   | 新潟県湯沢町 苗場スキー場                          | GREEN STAGE出演                                                               |
| 2024 | 8月4日   | ROCK IN JAPAN FESTIVAL 2024              | 千葉市蘇我スポーツ公園                             | HILLSIDE STAGE出演                                                            |
| 2024 | 12月31日 | COUNTDOWN JAPAN 24/25                    | 幕張メッセ                                         | EARTH STAGE出演                                                               |

## 出演

### ラジオ
- ずっと真夜中でいいのに。のオールナイトニッポン（2021年1月12日）[28]

### テレビ
- NHK「SONGS」（2021年1月30日）[29]
- TVアニメ「阿波連さんははかれない season2」第10話  -   生徒役（2025年6月9日）[168]

#### CM
- Spotify「すべては音からはじまる」（2021年6月16日 - 30日）[169]

プレミアムCM（ - 22日）では、ミュージックビデオに登場するキャラクター「にらちゃん」が出演。
- Spotify「Go Streamパフォーマンスビデオ」（2022年7月）[170]

- Spotify「音であふれる年末年始を」（2022年12月）[171]
- YoutubePremium「サブスクは、Youtubeでまとめちゃえ！」（2023年7月）[156]
- YoutubePremium「楽しいキモチも、とまらない。」（2023年7月）[157]